# Middlebridge-Trussardi
Middlebridge-Trussardi war ein in Großbritannien ansässiges Motorsportteam, das 1987 erfolglos versuchte, an der Formel-1-Weltmeisterschaft teilzunehmen.

## Geschichte des Teams

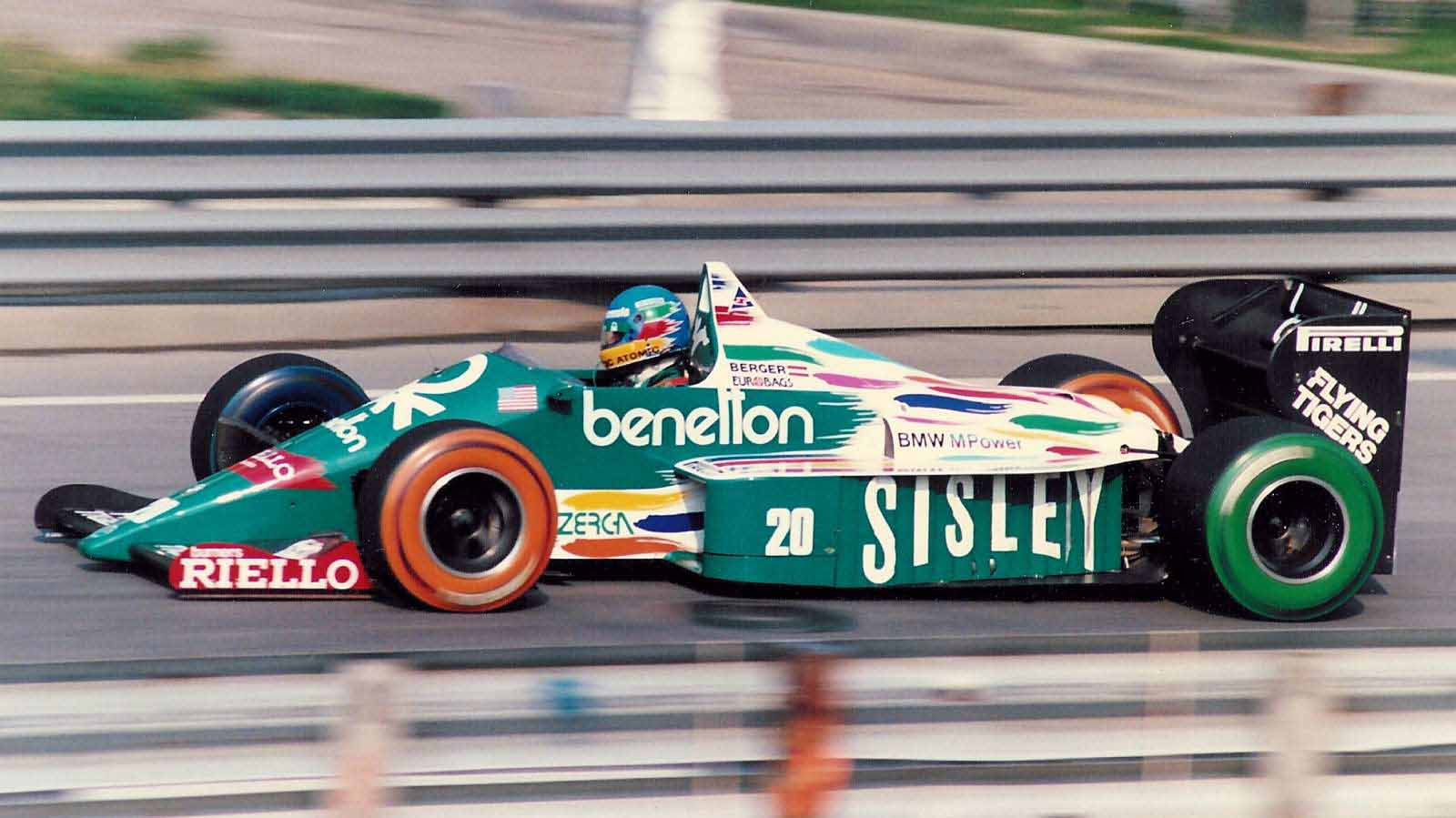
Benetton B186 (in der Lackierung des Werksteams von 1986)

Initiator der Bemühungen war der italienische Rennfahrer Emanuele Pirro, der für die Saison 1987 kein Cockpit in einem etablierten Formel-1-Team erhalten hatte. Pirro verfolgte ab April 1987 die Idee, mit einem eigenen Rennstall in der Formel 1 zu debütieren. Das Konzept entstand in Zusammenarbeit mit John Macdonald, der bis 1986 den Rennstall RAM Racing geleitet hatte, und dem britischen Unternehmen Middlebridge. Das Team wollte ein Fahrzeug von Benetton einsetzen. Dabei handelte es sich nicht um ein aktuelles Modell – der Benetton B187 mit Turbomotor von Ford war dem Benetton-Werksteam vorbehalten –, sondern um einen Benetton B186 von 1986, der von einem 1,5 Liter großen Turbomotor von Megatron angetrieben wurde. Als Geldgeber wurde der italienische Bekleidungshersteller Trussardi gewonnen, dessen Name in die Bezeichnung des Teams aufgenommen wurde. Benetton unterstützte das Projekt in der Hoffnung auf zusätzliche Meisterschaftspunkte im Rahmen der Konstrukteurswertung.
Als Debüt war der Große Preis von Italien 1987 in Monza geplant. Das Team Middlebridge-Trussardi meldete den als Trussardi B186 bezeichneten Wagen für Emanuele Pirro und veröffentlichte im Vorwege Präsentationsfotos des schwarz-weiß lackierten Wagens. Die bereits bestehenden Teams hatten zu dieser Zeit ihre Zustimmung zu dem Einsatz eines dritten Benetton erteilt.
Wenige Tage vor dem Großen Preis von Italien versagte die FISA dem Team die Teilnahme am Rennen. Sie verwies darauf, dass reglementsbedingt, falls ein drittes Auto eines Teams eingesetzt werden sollte, dies drei Monate vor dem geplanten Einsatz angemeldet werden müsse; diese Frist hatte Middlebridge-Trussardi nicht eingehalten.
Middlebridge meldete sich auch für die verbleibenden Rennen des Jahres, wobei auch für Portugal Emanuele Pirro genannt wurde; für die verbleibenden Rennen war Aguri Suzuki als Fahrer vorgesehen. Auch zu diesen Rennen wurde das Team nicht zugelassen. Danach stellten Middlebridge und Macdonald die Bemühungen ein. Middlebridge unterhielt später ein Formel-3000-Team und übernahm Anfang 1990 das britische Formel-1-Team Brabham.